# Dick Leitsch
Richard Joseph Leitsch (Louisville, 11 de maio de 1935 – Nova Iorque, 22 de junho de 2018), também conhecido como Richard Valentine Leitsch e mais comumente Dick Leitsch, foi um ativista norte-americano pelos direitos LGBT. Ele foi presidente do grupo de direitos gays Sociedade Mattachine na década de 1960. Ele conceituou e liderou o "Sip-In" no Julius' Bar, um dos primeiros atos de desobediência civil gay nos Estados Unidos. Ativistas LGBT usaram "sip-ins" para tentar obter o direito legal de beber em bares em Nova Iorque. Ele também foi conhecido por ser o primeiro repórter gay a publicar um relato dos motins de Stonewall e a primeira pessoa a entrevistar Bette Midler na mídia impressa.

## Biografia e carreira

### Primeiros anos
Richard Joseph Leitsch (que também era conhecido como Richard Valentine Leitsch, adotando um sobrenome como nome do meio) nasceu em 11 de maio de 1935, em Louisville, Kentucky, filho de Joseph Leitsch, dono de um negócio de tabaco no atacado, e Ann (Moran) Leitsch. Richard, conhecido como Dick, tinha três irmãos mais novos. O desejo de Leitsch desde a infância de morar na cidade de Nova Iorque foi influenciado por filmes e transmissões de rádio ao vivo baseadas em Nova Iorque.
Leitsch disse mais tarde que sentiu atração por meninos pela primeira vez na escola primária e depois teve suas primeiras experiências sexuais como aluno da Flaget High School. Embora vivesse em um ambiente católico com sua família e os relatos variem sobre se ele se assumiu explicitamente para seus pais, eles foram amplamente receptivos e excepcionalmente progressistas para a época. Leitsch se formou no ensino secundário em 1953 e foi para a Bellarmine University, embora não tenha concluído seu curso.

### Mudança para Nova Iorque
Leitsch mudou-se para Nova Iorque em 1959. Enquanto passeava pela Greenwich Avenue, Leitsch conheceu um homem atraente chamado Craig Rodwell que o convidou para ir ao seu apartamento. Os dois acabaram por começar um caso de amor. Leitsch ligava para Rodwell e perguntava-lhe se queria ir ao cinema, mas Rodwell respondeu-lhe que ia às reuniões da Sociedade Mattachine. Inicialmente, Leitsch riu. Ele tinha estado numa reunião da Mattachine em 1962, onde ouviu Albert Ellis dar uma palestra sobre a homossexualidade como doença. Leitsch sentiu-se revoltado quando Ellis recebeu uma ovação de pé e não tinha mais interesse numa organização que considerava fora de sintonia com a época. Eventualmente, porém, num esforço para passar mais tempo com Rodwell, Leitsch concordou em ir às reuniões da Mattachine com ele. Eventualmente, Leitsch tornou-se um membro ativo da Mattachine, dedicando muitas horas de voluntariado.

### Atuação na Sociedade Mattachine
Inspirado por um discurso inflamado e eloquente feito por Frank Kameny defendendo que o movimento pelos direitos gays se modelasse após o bem-sucedido Movimento pelos Direitos Civis, Julian Hodges organizou um grupo para concorrer à eleição em 1965. Hodges concorreria à presidência e Leitsch como presidente eleito. Inicialmente relutante, Leitsch finalmente concordou em concorrer. Em sua declaração de intenções, Leitsch prometeu trabalhar para acabar com a armadilha policial contra homens gays e várias formas de discriminação. A plataforma progressista provou ser a certa para a época e a chapa venceu as eleições de maio.
Inesperadamente, Julian Hodges renunciou no final daquele ano. Em menos de um ano, Leitsch passou de um relutante presidente eleito a presidente de Mattachine-Nova Iorque. Esses eventos ocorreram na mesma época em que John Lindsay foi empossado como prefeito da cidade de Nova Iorque. Leitsch trabalhou frequentemente nos bastidores com o novo prefeito em questões gays na cidade.

#### O protesto Sip-In
Inspirado pelos protestos de ocupação de balcões de almoço no sul, Leitsch denominou como "Sip-in".
Em 21 de abril de 1966, membros do Capítulo de Nova Iorque da Sociedade Mattachine organizaram uma "reunião de bebidas" com o objetivo de mudar o cenário jurídico. Dick Leitsch, o presidente da sociedade, Craig Rodwell, o vice-presidente da sociedade, e o ativista da Mattachine, John Timmons, planejaram chamar a atenção para a prática identificando-se como homossexuais antes de pedir uma bebida, a fim de levar o regulamento ao escrutínio judicial. Leitsch teria declarado: "Somos homossexuais. Somos ordeiros, pretendemos permanecer ordeiros e estamos pedindo serviço."

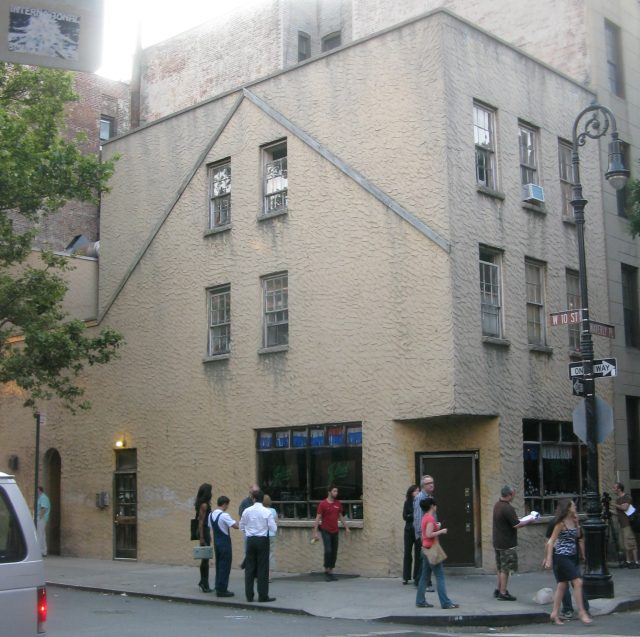
Vista externa do Julius' Bar, local do Sip-In

Os três primeiro atacaram o restaurante ucraniano-americano Village, na esquina da St. Mark's Place com a Third Avenue, no East Village, em Manhattan, que tinha uma placa com os dizeres "Se você é gay, por favor, vá embora". Nas palavras de Leitsch, "sendo gays, chegamos tarde", quando os três apareceram depois que um repórter do jornal The New York Times perguntou a um gerente sobre o protesto e o gerente fechou o restaurante naquele dia. Eles então atacaram um Howard Johnson's e um bar chamado Waikiki, onde foram atendidos apesar do bilhete, com um barman dizendo mais tarde: "Como sei que eles são homossexuais? Eles não estão fazendo nada homossexual".
Frustrados, eles foram então para Julius, onde um clérigo havia sido preso alguns dias antes por solicitar sexo. O grupo foi acompanhado por Randy Wicker, membro da Mattachine, bem como por um repórter do The New York Times e um fotógrafo do The Village Voice, Fred W. McDarrah. Uma placa na janela dizia: "Este é um estabelecimento invadido". O barman inicialmente começou a preparar uma bebida para eles, mas então colocou a mão sobre o copo que McDarrah então fotografou, depois que Leitsch anunciou: "Somos homossexuais". Ele continuou: "Somos ordeiros, pretendemos permanecer ordeiros e estamos pedindo serviço". The New York Times publicou uma manchete no dia seguinte: "3 desviantes convidam à exclusão dos bares".
Os Mattachines contestaram então a regra sobre bebidas alcoólicas na justiça, e os tribunais decidiram que os gays tinham o direito de se reunir pacificamente, o que enfraqueceu a alegação anterior da SLA de que a presença de clientela gay era automaticamente motivo para acusações de operar um estabelecimento "desordem". Embora a batalha judicial não tenha resultado em uma decisão tão limpa quanto os homens esperavam, o evento em si alimentou a esperança na comunidade queer, talvez como o primeiro ato aberto de desobediência civil gay. Embora bares gays tenham se tornado legais após uma contestação semelhante sobre bebidas alcoólicas em Nova Jérsia, a polícia ainda inventou desculpas para invadir bares gays.
O Registro de Lugares Históricos do Serviço de Parques Nacionais para o Julius' Bar afirma: "Os estudiosos da história gay consideram o encontro no Julius' como um evento fundamental que levou ao crescimento de bares gays legítimos e ao desenvolvimento do bar como o espaço social central para gays e lésbicas urbanos."
O estabelecimento agora realiza uma festa mensal chamada "Mattachine", em homenagem aos pioneiros dos direitos dos homossexuais.

### Impacto na atuação jornalística

#### Rebelião de Stonewall
Durante a rebelião de Stonewall, Leitsch foi o primeiro jornalista gay a relatar o motim.
Em 28 de junho de 1969, Leitsch testemunhou os incidentes de Stonewall em Greenwich Village depois de pegar um táxi e caminhar até lá depois de ouvir em uma transmissão de rádio tarde da noite que problemas estavam se formando do lado de fora de um bar gay de Greenwich Village. Depois que a polícia limpou a área, ele retornou aos escritórios da Mattachine e escreveu sobre os distúrbios, sendo assim a primeira pessoa a falar sobre o evento. Inicialmente, seu relato foi impresso como um boletim informativo especial da Mattachine para ser distribuído entre os membros da Mattachine-Nova Iorque, mas então uma cópia do relato de Leitsch foi publicada na edição de setembro de 1969 do The Advocate.
Do relato publicado:
Momentaneamente, 50 ou mais homossexuais que teriam sido descritos como "nelly" correram em direção aos policiais e levaram o garoto de volta para a multidão. Eles então formaram uma frente sólida e se recusaram a deixar os policiais entrarem na multidão para resgatar seu prisioneiro, permitindo que os policiais os agredissem com seus cassetetes, em vez de deixá-los passar. Um aspecto interessante das manifestações foi o fato de que aqueles geralmente chamados de "maricas" ou "maricas" demonstraram mais coragem e bom senso durante a ação. Sua bravura e ousadia salvaram muitas pessoas de serem feridas, e seu senso de humor e "camp" ajudaram a evitar que a multidão se tornasse muito desagradável ou violenta.

#### Bette Midler
Leitsch escrevia frequentemente para o primeiro jornal gay sediado na cidade de Nova Iorque, chamado Gay (afiliado à revista Screw). Seu editor e o dono do Gay o incentivaram a entrevistar uma cantora então desconhecida chamada Bette Midler. A entrevista foi publicada na edição de 26 de outubro de 1970 do jornal, intitulada "O mundo inteiro é um banho!". Foi a primeira entrevista de Bette Midler publicada.

### Outros trabalhos e aposentadoria

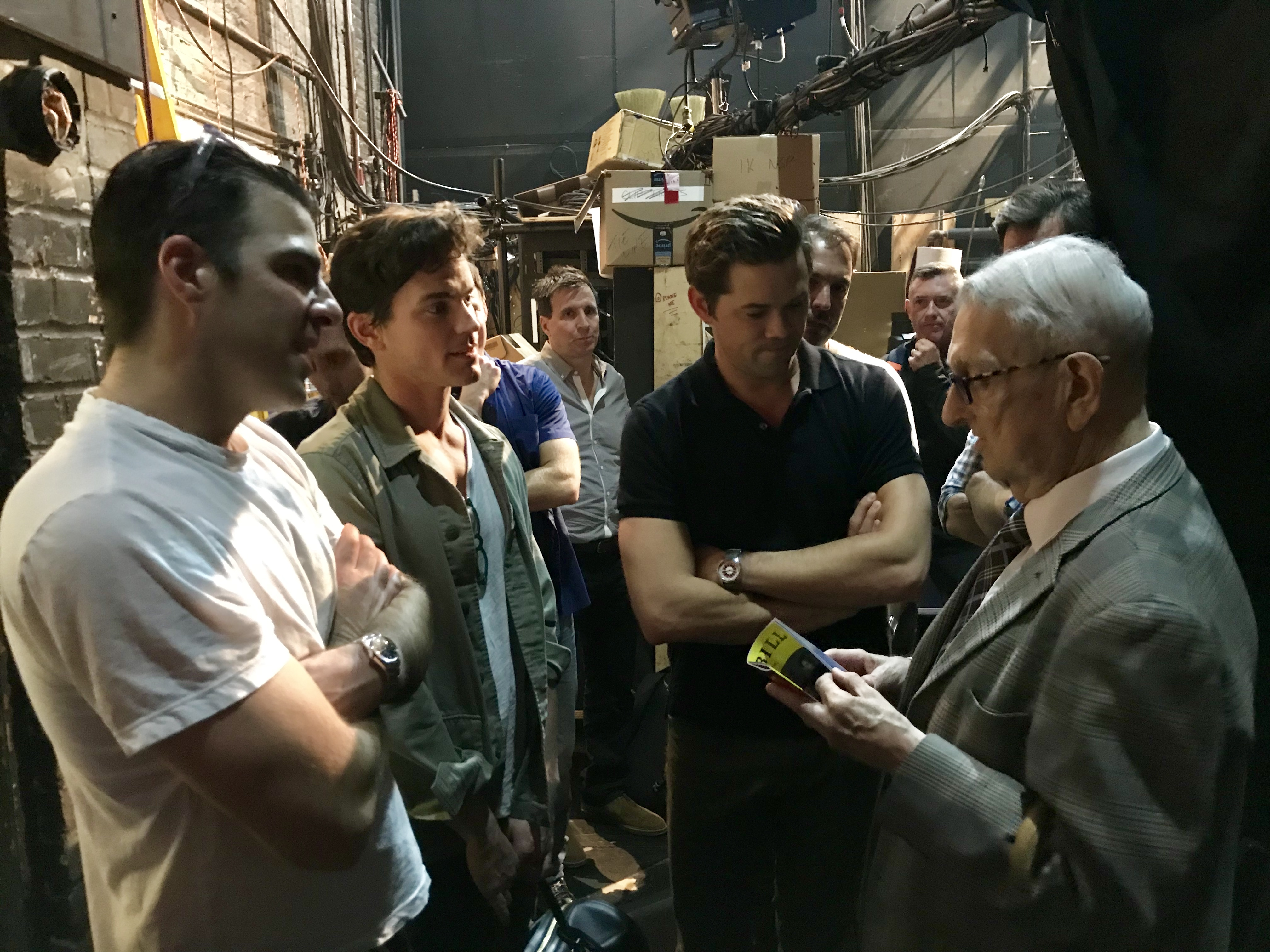
Leitsch com o elenco de The Boys in the Band, Zachary Quinto, Matt Bomer e Andrew Rannells, 2018

Durante a era pré-Stonewall, qualquer pessoa que fosse assumidamente homossexual tinha grande dificuldade em se manter empregada em cargos de colarinho branco. Por ser assumidamente gay, mesmo em entrevistas, Leitsch aceitava qualquer emprego que lhe proporcionasse uma renda digna. Ele trabalhou principalmente como barman, mas teve várias ocupações, incluindo jornalista, autor, pintor e decorador de festas. Aposentou-se em 2000, passando a trabalhar como voluntário na Igreja Episcopal de Santa Maria Virgem, em Manhattan.

## Vida pessoal e morte
O parceiro de longa data de Leitsch era Timothy Scofield. Eles ficaram juntos por dezessete anos antes de Scofield morrer em 1989 após um diagnóstico de AIDS.
Em abril de 2018, Leitsch doou seus documentos pessoais, bem como um grande número de documentos de Mattachine, para a Biblioteca Pública de Nova Iorque, após seu diagnóstico de câncer terminal.
Leitsch morreu de câncer de fígado em Manhattan em 22 de junho de 2018. Ele está enterrado na Igreja de St. Luke in the Fields, uma Igreja Episcopal em Greenwich Village.

## Legado
O episódio 10 da 4.ª temporada do podcast "Making Gay History" é sobre Leitsch, e um episódio bônus desse podcast é sobre e em memória de Leitsch.